# Ferrari California
Pour les articles homonymes, voir California.
La Ferrari California est une voiture de sport du constructeur automobile italien Ferrari. Décapotable 2 portes, elle est présentée au Mondial de l'automobile de Paris de 2008 et produite de 2009 à 2017. Elle est équipée d'un Moteur V8 à 90° (atmosphérique d'une cylindrée de 4,3 litres puis 3,9 litres turbocompressé), à injection directe. C'est le deuxième modèle de type « coupé cabriolet » de la marque au cheval cabré (après la 575 Superamerica).  
En 2017, elle est remplacée par la Ferrari Portofino.

## Appellation
La "California" reprend le nom de la 250 GT California Spyder de 1957 et de la 365 California de 1966.

## Carrosserie

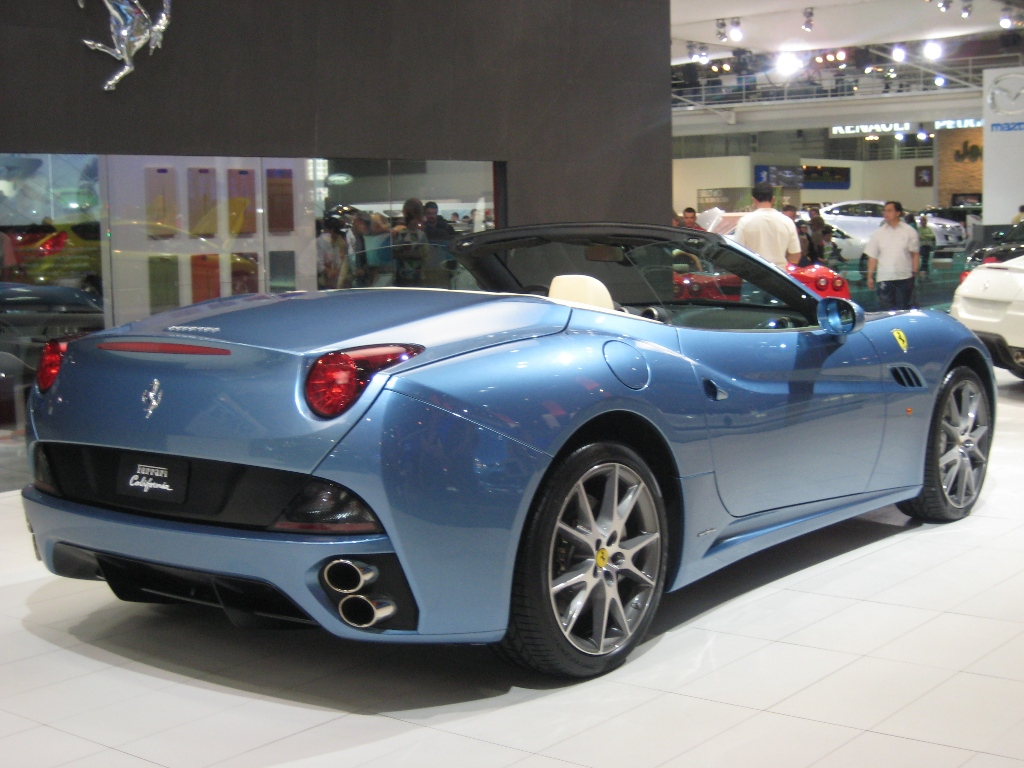
Vue arrière de la California.

La Ferrari California a pour particularité d'être à la fois un coupé et un cabriolet grâce à son toit rigide rétractable, qui constitue une première pour Ferrari. La carrosserie se distingue par des lignes fluides, une ligne de caisse assez haute nécessaire pour l'intégration du toit replié et un museau qui rappelle celui de la 550 Maranello. Son châssis et sa carrosserie sont fabriqués entièrement en aluminium — comme la Ferrari 612 Scaglietti — et montés sur des roues 19 pouces de série ou 20 pouces en option. Sa carrosserie comporte une entrée d'air centrale et des ailes arrière prononcées. Ses doubles feux arrière sont différents des modèles Enzo et F430 et ses phares avant sont tirés vers le haut. Elle est équipée de doubles sorties d'échappement disposées verticalement.
La Ferrari California reçoit un léger relooking en 2012. La version California T est commercialisée en 2014.

## Design

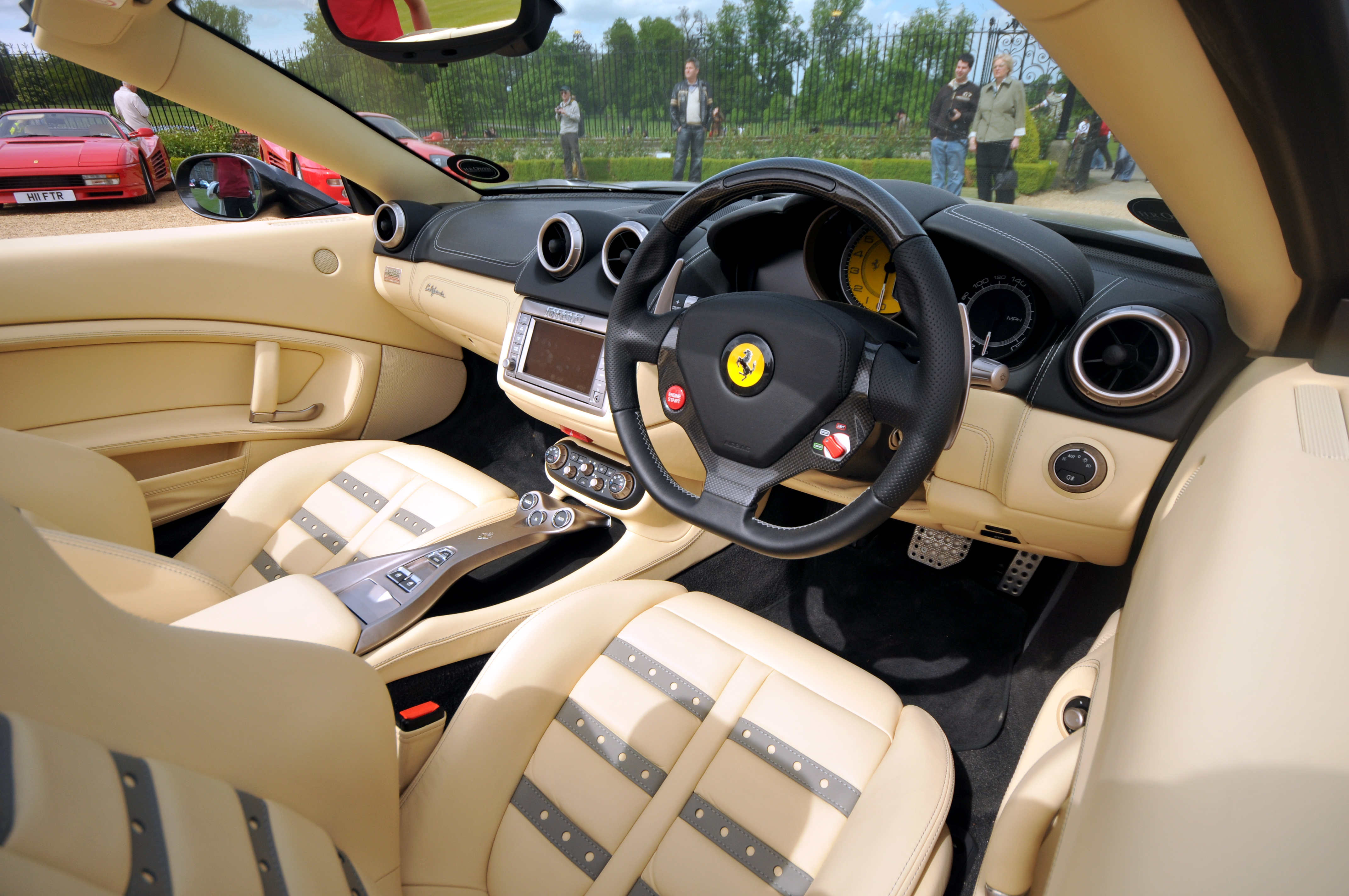
L'intérieur d'une California.

Le design de la California est pensé afin d'offrir une aérodynamique la plus favorable possible à la fois en mode coupé comme en décapoté, notamment grâce à un ajustage élaboré des joints, qui permet d'obtenir un Cx de 0,32.
Dans l'habitacle, la planche de bord adopte une forme en demi-lune, partagée en son centre par une console centrale qui regroupe l'ensemble multimedia et le combiné de la climatisation dans sa partie basse. Le volant à trois branches accueille à gauche le bouton start pour démarrer, et à droite un manettino simplifié qui est également utilisé par la 612 Scaglietti.  

## California (2009-2014)
A sa sortie, le moteur de la California est un huit cylindres en V atmosphérique, (type F 136 développé conjointement avec Maserati) de 4,3 litres de cylindrée à injection directe, placé en position centrale avant (le moteur est placé derrière l'essieu avant), développant 460 chevaux à 7 500 tr/min. Il est associé à une boîte de vitesses à sept rapports à double embrayage munie d'une commande séquentielle robotisée. La boîte est positionnée à l'arrière du véhicule — selon le principe « Transaxle » — pour équilibrer la répartition des masses.
Ainsi motorisée, la California passe 0 à 100 km/h en environ 4 secondes.
En 2012, Ferrari propose une mise à jour du modèle, (nommée California 30, pour "+30 ch et-30kgs"), dont la puissance passe à 490 ch, et l'accélération de 0 à 100kmn/h est réduite à 3,8 secondes. 

Un système d'antipatinage optimisé « F1-Trac » est équipé de série, permettant un contrôle électronique de la motricité inspiré de la F1. La California possède une suspension à réglage magnétique signée Delphi et des freins Brembo en carbone/céramique, lui garantissant une grande endurance lors des décélérations.

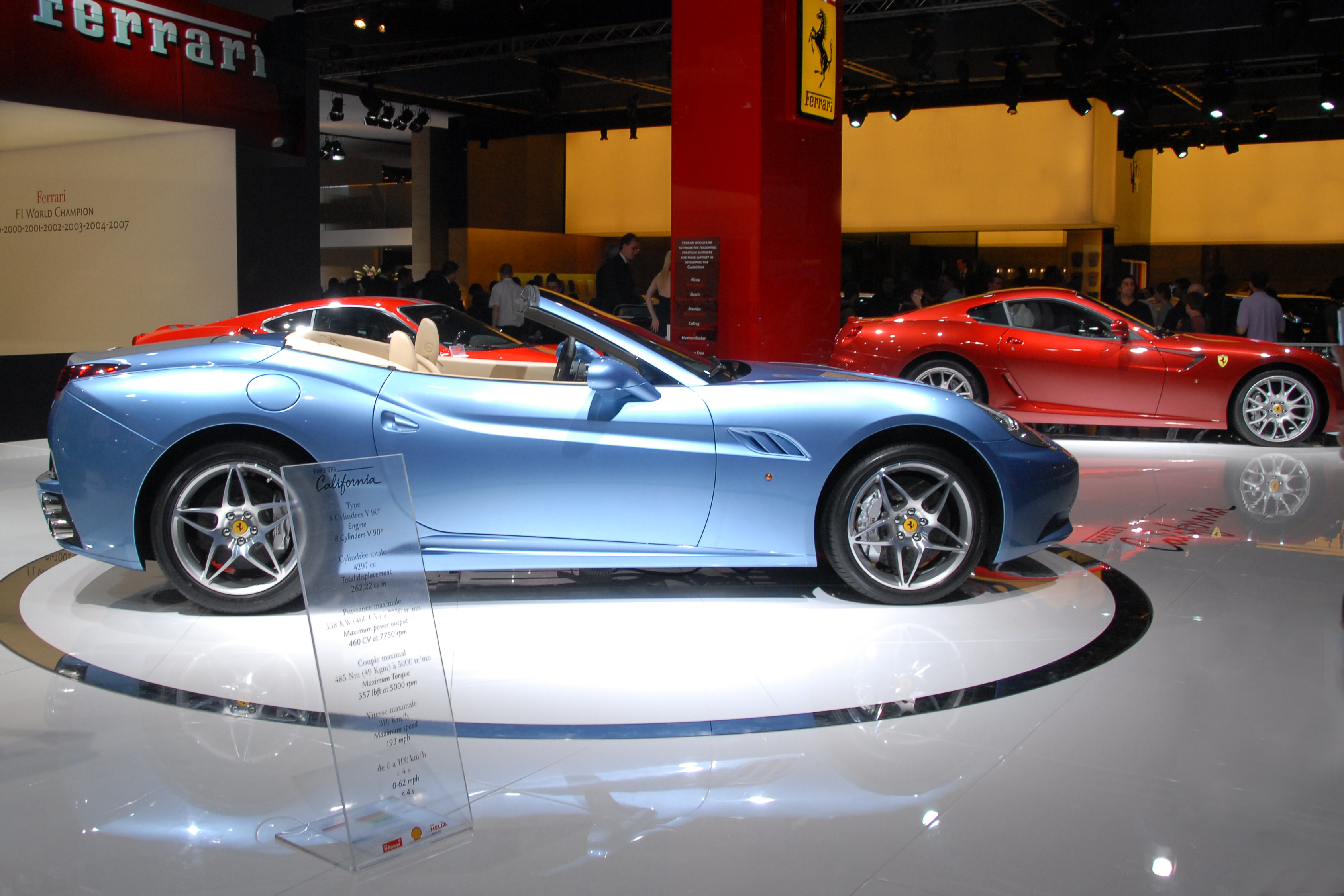
Première présentation de la Ferrari California au Mondial de l'automobile 2008, à Paris.

### Motorisations
|                             | 4.3 480                          | 4.3 500                          |
| Moteur                      | V8                               | V8                               |
| Alimentation                | Atmosphérique                    | Atmosphérique                    |
| Cylindrée                   | 4 297 cm3                        | 4 297 cm3                        |
| Puissance maxi              | 460 ch (338 kW)                  | 490 ch (360 kW)                  |
| Couple maxi                 | 485 N m à 7750 tr/min            | 505 N m à 7750 tr/min            |
| Norme environnementale      | Euro 4                           | Euro 5                           |
| Transmission                | Propulsion                       | Propulsion                       |
| Boite de vitesses           | Automatique 7 rapports           | Automatique 7 rapports           |
| Vitesse maxi                | 310 (460 Ch) à 312 (490 ch) km/h | 310 (460 Ch) à 312 (490 ch) km/h |
| 0-100 km/h                  | 4,0 s                            | 3,8 s                            |
| Consommations (en l/100 km) | 13,1 l                           | 13,1 l                           |
| Émissions de CO2 (en g/km)  | 305 g                            | 299 g                            |
| Capacité du reservoir       | 78l                              | 78l                              |
| Masse à vide (kg Eu)        | 1 735 kg                         | 1 630 kg                         |

## California T (2014-2017)
Le 12 février 2014, une nouvelle version améliorée du coupé-cabriolet a été dévoilée à Modène, la California T,. Le lancement officiel a lieu lors du salon international de l'automobile de Genève 2014 (du 6 au 16 mars 2014). Le T signifie le retour d'un moteur Turbo chez Ferrari, 25 ans après la F40. La voiture utilise un nouveau moteur V8 de 3,8 litres bi-turbo (type F 154) qui produit 560 ch à 7 500 tr/min avec un couple grimpant à 755 N m à 4 750 tr/min, et une boîte de vitesses améliorée de 7 rapports à double embrayage, une suspension adaptative MagnaRide révisée, ainsi que de la dernière version du système de contrôle de traction F1-Trac commandé depuis un bouton installé sur le volant. La voiture accélère de 0 à 100 km/h en 3,6 secondes et atteint une vitesse de pointe de 316 km/h. Ce modèle est également équipé de freins en carbone-céramique lui permettant, à 100 km/h, de s'arrêter en 34 mètres. Ceci pour une consommation annoncée de 10,5 l/100 km et pour 250 g/km de CO2. La voiture dispose également d'un nouveau tableau de bord avant dérivé de la F12 ainsi qu'un nouvel intérieur, les pare-chocs et les optiques avant redessinés et un nouveau système d'échappement. Une autre amélioration de la voiture est une réduction de 15 % des émissions polluantes par rapport au modèle California précédent. La voiture utilise aussi des petits turbos et un système de gestion de suralimentation variable permettant un usage turbocompressé plus souple, sans latence.

### Motorisation
|                            | 3.9 560                                        |
| -------------------------- | ---------------------------------------------- |
| Moteur                     | V8                                             |
| Alimentation               | Bi-turbo                                       |
| Cylindrée                  | 3 855 cm3                                      |
| Puissance maxi             | 560 ch (412 kW)                                |
| Couple maxi                | 755 N m à 7500 tr/min                          |
| Norme environnementale     | Euro 6                                         |
| Boîte de vitesses          | Automatique à 7 rapports et un mode séquentiel |
| Transmission               | Propulsion                                     |
| Vitesse maxi               | 318 km/h                                       |
| 0-100 km/h                 | 3,6 s                                          |
| Consommation (en L/100 km) | 10,5 l                                         |
| Émissions de CO2 (en g/km) | 250 g                                          |
| Capacité du réservoir      | 78 L                                           |
| Masse à vide (kg EU)       | 1 625 kg                                       |